# Esther Cooper Jackson

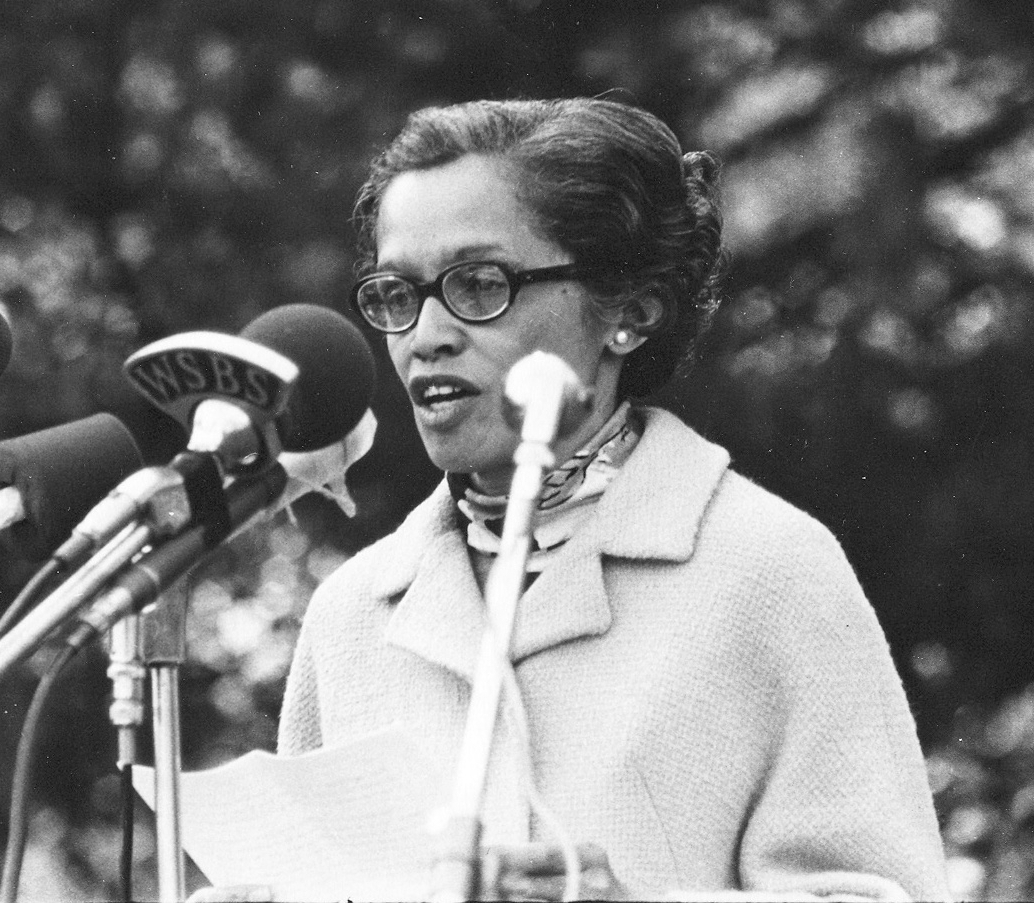
Esther Cooper Jackson, 1968

Esther Victoria Cooper Jackson (geb. 21. August 1917 in Arlington County, Virginia, USA; gest. 23. August 2022 in Boston, Massachusetts, USA) war eine amerikanische Bürgerrechtsaktivistin und Sozialarbeiterin. Sie arbeitete mit Shirley Graham Du Bois, W. E. B. Du Bois, Edward Strong und Louis E. Burnham zusammen und war eine der Gründungsredakteure der Zeitschrift Freedomways, einer theoretischen, politischen und literarischen Zeitschrift, die von 1961 bis 1985 erschien. Außerdem war sie Organisations- und Vorstandssekretärin des Southern Negro Youth Congress.

## Jugend und Karriere
Jacksons Eltern waren George Posea Cooper und Esther Georgia Irving Cooper, die Präsidentin des Arlingtoner Zweigs der National Association for the Advancement of Colored People (NAACP) war. Als Kind besuchte Jackson Schulen mit Rassentrennung. Sie erwarb 1938 einen Bachelor-Abschluss am Oberlin College und 1940 einen Master-Abschluss in Soziologie an der Fisk University. Ihre Abschlussarbeit von 1940 lautete englisch The Negro Woman Domestic Worker in Relation to Trade Unionism ‚Die schwarze Hausangestellte in Bezug auf die Gewerkschaftsbewegung‘. Nach ihrem Abschluss erhielt sie ein Rosenwald-Stipendium zur Unterstützung einer Studie über die Einstellung schwarzer Jugendlicher zum Zweiten Weltkrieg. Sie hatte vor, die Studie im Rahmen ihres Doktorandenstudiums der Soziologie an der University of Chicago durchzuführen.
Jackson erzählte von ihrer Erziehung und ihrer Familie:

„Our parents always told us that if we got the grades, and passed the tests, that they would make sure that we would go to any college of our choice. So, they didn't go in for a lot of expensive furniture or anything else—we had lots of books, and at home reading of poetry, we had the Harvard Classics and all that. Their values were passed on to us.“

„Unsere Eltern haben uns immer gesagt, dass sie dafür sorgen würden, dass wir auf jedes College unserer Wahl gehen können, wenn wir die Noten haben und die Tests bestehen. Sie legten also keinen Wert auf teure Möbel oder andere Dinge - wir hatten viele Bücher und lasen zu Hause Gedichte, wir hatten die Harvard Classics und all das. Ihre Werte wurden an uns weitergegeben.“

1945 war sie Delegierte auf dem Weltjugendkongress in London und Vorsitzende des amerikanischen Unterausschusses für Probleme Abhängiger Völker.
Nach dem Studium wurde Jackson Mitarbeiterin des Voting Project in Birmingham, Alabama, für den Southern Negro Youth Congress (SNYC). Während ihrer Arbeit für den SNYC lernte sie ihren zukünftigen Ehemann James E. Jackson kennen, einen marxistischen Theoretiker, der als Gewerkschaftsorganisator und Funktionär in der Kommunistischen Partei der USA arbeiten sollte. In einem Interview aus dem Jahr 2004 erklärte sie, dass ihr Mann und die SNYC 1937 Tabakarbeitern in Virginia geholfen hatten, erfolgreich für einen Achtstundentag und Lohnerhöhungen zu kämpfen. Die Tabakarbeiter führten den ersten Streik in Virginia seit 1905 durch, und ihre Erfolge, so C. Alvin Hughes, „verhalfen der SNYC dazu, sich in der schwarzen Arbeiterklasse des Südens einen Namen zu machen“.
Ursprünglich wollte Jackson nur einen Sommer lang bleiben, aber sie blieb sieben Jahre lang in Alabama und engagierte sich für die Abschaffung der Rassentrennung durch die Jim-Crow-Gesetze. Sieben Jahre lang arbeitete Esther Cooper Jackson als prominente Anführerin der SNYC mit ihrem Mann Louis und Dorothy Burnham, Ed Strong, Sallye und Frank Davis – den Eltern der Davis-Schwestern Angela und Fania – und zahlreichen anderen zusammen und führte viele Kampagnen für die Rechte von Schwarzen und armen Weißen durch. Der Einsatz der SNYC für die Integration der öffentlichen Verkehrssysteme war eine wichtige Vorbereitung auf die Kämpfe in den 1950er und 1960er Jahren.

## Freedomways
1961 wurde Jackson in New York Chefredakteurin von Freedomways, das Esther Jackson zusammen mit Louis Burnham, Jack O'Dell von der Southern Christian Leadership Conference und der Schriftstellerin Lorraine Hansberry gegründet hatte. Freedomways war die zentrale theoretische Zeitschrift der schwarzen Kunst- und Intellektuellenbewegung in den Vereinigten Staaten im zwanzigsten Jahrhundert. Seit ihrer Gründung im Jahr 1961 zog sie Historiker, Soziologen, Wirtschaftswissenschaftler, Künstler, Arbeiter und Studenten an, die über schwarze Geschichte, Erbe und Kultur schrieben. Jackson nannte sie „ein Werkzeug für die Befreiung unseres Volkes“. Freedomways war eine weltweit einflussreiche politische, künstlerische und intellektuelle Zeitschrift, die internationale Dichter wie Pablo Neruda und Derek Walcott, Artikel von afrikanischen Führern wie Kwame Nkrumah, Julius K. Nyerere, Agostinho Neto und Jomo Kenyatta und dem karibischen Linken C. L. R. James sowie afroamerikanische Autoren wie James Baldwin, Alice Walker, Paul Robeson, Nikki Giovanni und Lorraine Hansberry veröffentlichte. Die bekanntesten afroamerikanischen Künstler wie Jacob Lawrence, Romare Bearden und Elizabeth Catlett steuerten kostenlos Titelbilder bei, um das Magazin zu unterstützen, das weltweit gelesen wurde. Das Magazin verband die Bürgerrechtskämpfe der 1960er Jahre im Süden und Norden der USA mit einem internationalen Blickwinkel, der den Panafrikanismus und andere kulturelle und politische Strömungen einbezog, und wird oft als Vorläufer des Black Arts Movement angesehen.

## Privatleben
Jackson und ihr Mann, James E. Jackson, heirateten 1941 und bekamen zwei Kinder. Sie zogen 1951 nach Brooklyn und blieben bis zu seinem Tod im Jahr 2007 verheiratet. 2015 zog Jackson in eine Senioreneinrichtung in Boston, wo sie am 23. August 2022, zwei Tage nach ihrem 105. Geburtstag, starb.

## Schriften
- The Negro Woman Domestic Worker in Relation to Trade Unionism, M.A. thesis, Fisk University, 1940, excerpts reprinted in Viewpoint Magazine 5 (October 2015). OCLC 60976760.
- This Is My Husband: Fighter for His People, Political Refugee. National Committee to Defend Negro Leadership, 1953 (englisch).
- Esther Cooper Jackson and Constance Pohl (2000). Freedomways Reader: Prophets in Their Own Country: Interventions—Theory and Contemporary Politics. Boulder: Westview Press.